# Mes vols

Mes vols est une compilation des écrits et des discours du pilote de l'Aéropostale Jean Mermoz. Il est publié, après sa mort, par ses amis, chez l'éditeur Flammarion, en 1937. 

## Table des matières

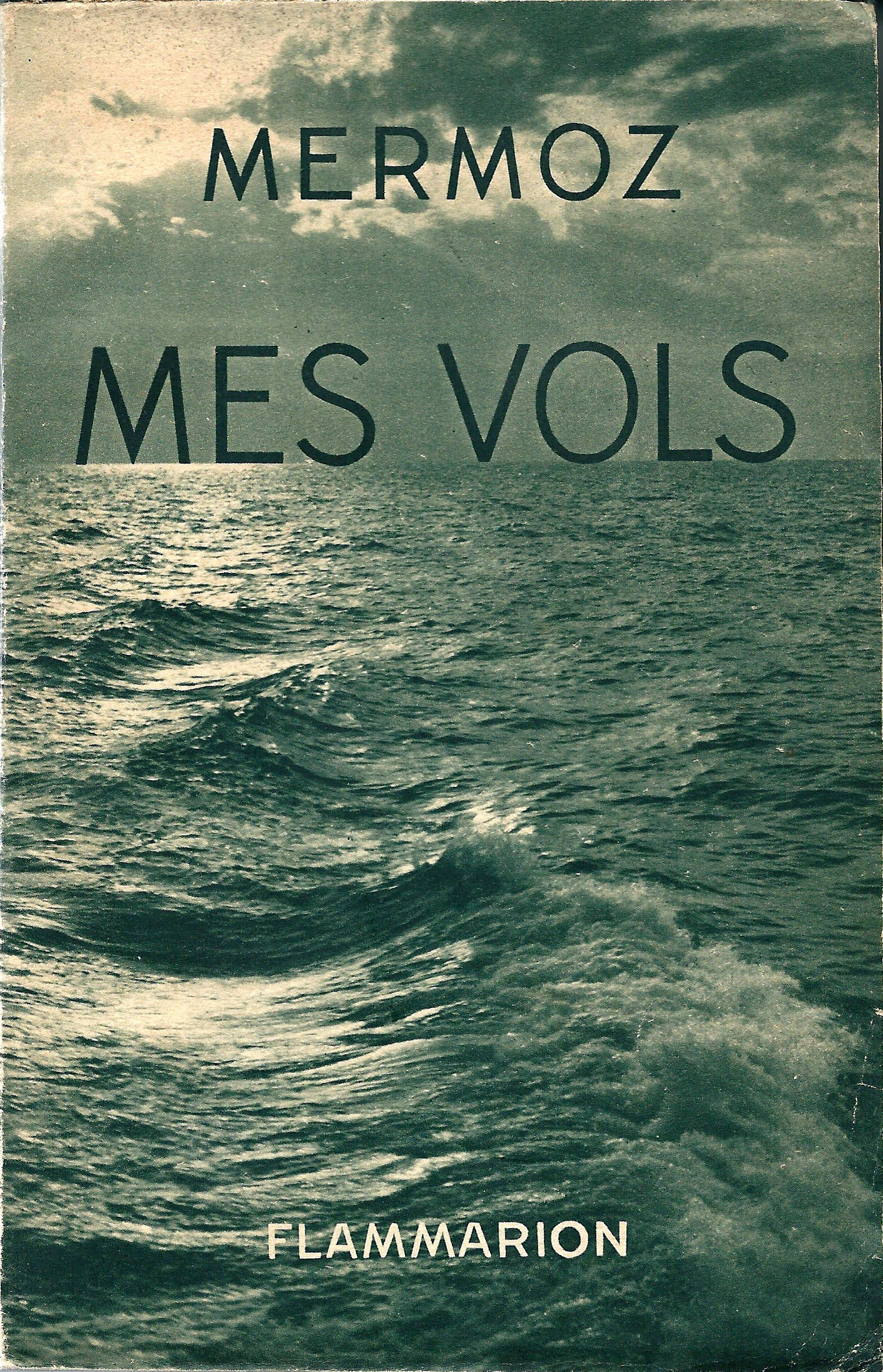

PRÉSENTATION DE CE LIVRE PAR LA ROCQUE
PREMIÈRE PARTIE : MES VOLS
— I. — Premiers vols
—	II. — J'ai été un paria
—	III. — Les débuts de la ligne Atlantique Sud
—	IV. — En Amérique du Sud. — Dans les Andes.
—	V. — La première liaison postale
—	VI. — Un retour difficile
—	VII. — L'Arc-en-Ciel
—	VIII. — Les autres voyages de l'Arc-en-Ciel
—	IX. — L'exploitation de la ligne
—	X. — Avion ou hydravion ?
—	XI. — Une traversée entre tant d'autres
DEUXIÈME  PARTIE : POUR L'AVIATION
L'union par l'aviation	
I.	L'aviation, école sociale, école de chefs
II.	L'aviation populaire
III.	Air libre
Aux obsèques de Bajac
Esprit aéronautique, esprit social
TROISIÈME PARTIE : LE VICE-PRÉSIDENT DU PARTI SOCIAL FRANÇAIS
À l'assemblée constitutive du Parti social français.
QUATRIÈME PARTIE : MERMOZ TOUJOURS VIVANT
Jean Mermoz est parti, par René Chambe
Par-dessus l'Atlantique avec l'Arc-en-Ciel, par Paul Bringuier
Souvenirs sur Mermoz, par Daurat
Un grand cœur, par Max Delty
Notre ami…, par Guillaumet
Mermoz, par Kessel
Mermoz, par François Mauriac
Mermoz dans nos cœurs, par Maurice Rossi
Mermoz, par Antoine de Saint-Exupéry
L'ami des enfants, par Jacques Zimmermann
APPENDICES 	 
Le dernier message
L'équipage de la Croix-du-Sud à l'Ordre de la Nation